# Subaru
Subaru (スバル?) (pronunție în japoneză [ˈsɯbaɾɯ]) este o divizie a concernului japonez în industria transporturilor Fuji Heavy Industries Co., Ltd. (FHI). 

Subaru este cunoscut în special pentru că folosește motoare cu pistoane dispuse pe orizontală în majoritatea autovehiculelor ce le produce. Compania a decis să utilizeze tracțiunea 4X4 la toate automobilele ce le comercializează pe piața internațională începând cu anul 1996. De asemenea oferă multe versiuni de motor turbo pentru vehiculele de pasageri precum modelul Impreza WRX care este bine cunoscut în sporturile cu motor (raliu). Alte modele ce au motor turbo sunt Forester XT și Impreza STI.
Fuji Heavy Industries, compania-mamă a Subaru, este în momentul de față în parteneriat cu Toyota Motor Corporation ce deține 16.5% din acțiunile FHI,
General Motors a avut acțiuni în proporție de 20% din Fuji Heavy din 1999 până în 2005.
Compania a fost denumită după constelația Pleiadele, care, în japoneză se numește „Subaru”, și se traduce în română prin „unit”, „a aduna”, „a conduce”. Logoul companiei este reprezentat de un grup de stele. Steaua cea mare din interiorul logoului reprezintă Fuji Heavy Industries, iar celelalte reprezintă cele cinci companii ce se află în prezent sub conducerea FHI.

## Siglă

Subaru logo nou
Subaru logo 1968-2000
Subaru logo vechi
Subaru World Rally Team United States of America logo

## Modele
- Subaru Forester (1997–prezent)
- Subaru XV Crosstrek (2012–prezent)
- Subaru BRZ (2012–prezent)
- Subaru Impreza (1992–prezent)
- Subaru Legacy (1989–2025)
- Subaru Outback (1994–prezent)
- Subaru Levorg (2014–prezent)
- Subaru Ascent (2018–prezent)
- Subaru Solterra (2022–prezent)